# طاقة حيوية (كيمياء)

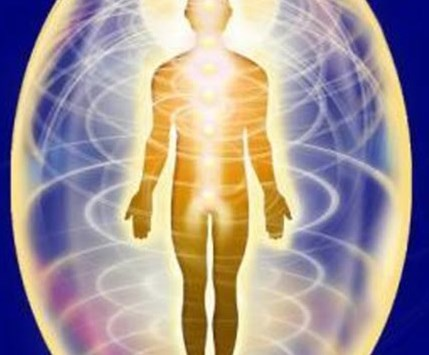

الطاقة الحيوية أو علم الطاقة الحيوية هو حقل في الكيمياء الحيوية وبيولوجيا الخلية التي تهتم بدراسة  تدفق الطاقة من خلال الأنظمة الحية. هذه هي منطقة بحث نشطة للبحوث البيولوجية التي تضم دراسة تحويل الطاقة في الكائنات الحية، ودراسة الآلاف من مختلف العمليات الخلوية  مثل عمليات التنفس الخلوي وغيرها الكثير من عمليات التمثيل الغذائي والعمليات الأنزيمية  التي تؤدي إلى إنتاج واستخدام الطاقة في أشكال مثل جزيئات ادينوسين ثلاثي الفوسفات (ATP). وهذا هو هدف الطاقة الحيوية هو وصف كيفية اكتساب الكائنات الحية للطاقة وتحويلها من أجل أداء العمل البيولوجي. تعتبر دراسة المسارات الأيضية أمرًا أساسيًا في علم الطاقة الحيوية.

## نظرة عامة
الطاقة الحيوية هي جزء من الكيمياء الحيوية التي تهتم  بالطاقة المستخدمة في صنع وكسر الروابط الكيميائية في الجزيئات الموجودة في الكائنات الحية. ويمكن تعريفه أيضًا على أنه دراسة علاقات الطاقة وتحولات الطاقة وعمليات التحويل في الكائنات الحية. القدرة على تسخير الطاقة من مجموعة متنوعة من المسارات الأيضية هي خاصية جميع الكائنات الحية. النمو، التطور، البناء والهدم هي بعض العمليات المركزية في دراسة الكائنات البيولوجية، لأن دور الطاقة أمر أساسي لمثل هذه العمليات البيولوجية. الحياة تعتمد على تحولات الطاقة. الكائنات الحية تبقى على قيد الحياة بسبب تبادل الطاقة بين الأنسجة الحية / الخلايا والبيئة الخارجية. يمكن لبعض الكائنات الحية، مثل الكائنات ذاتية التغذية، الحصول على الطاقة من ضوء الشمس (من خلال عملية التمثيل الضوئي) دون الحاجة إلى استهلاك العناصر الغذائية وتكسيرها. الكائنات الحية الأخرى، مثل الكائنات غير ذاتية التغذية، يجب أن تحصل على المواد الغذائية من الطعام لتكون قادرة على الحفاظ على الطاقة عن طريق تحطيم الروابط الكيميائية في المواد الغذائية خلال عمليات التمثيل الغذائي مثل التحلل الجلايكولي ودورة حمض الستريك. الأهم من ذلك، كنتيجة مباشرة للقانون الأول للديناميكا الحرارية تشارك الكائنات الذاتية وغير الذاتية في شبكة الأيض العالمية - من خلال تناول ذاتية التغذية (النباتات)، وتستغل غير ذاتية التغذية الطاقة التي تم تحويلها من قبل النباتات في البداية أثناء عملية التمثيل الضوئي.
في الكائنات الحية، يتم تكسير الروابط الكيميائية وتصنيعها كجزء من تبادل الطاقة وتحويلها. الطاقة متاحة للعمل (مثل العمل الميكانيكي) أو لعمليات أخرى (مثل التركيب الكيميائي والعمليات البنائية في النمو)، ويحدث ذلك عندما يتم كسر الروابط الضعيفة ويتم إنتاج روابط أقوى. يتيح إنتاج روابط أقوى إطلاق الطاقة القابلة للاستخدام.
الأدينوسين ثلاثي الفوسفات (ATP) هو «شكل الطاقة» الرئيس للكائنات الحية. الهدف من العمليات الأيضية والتقويضية هو تجميع ATP من المواد الأولية المتاحة (من البيئة)، وتحطيم ATP إلى (ADP)  و (فوسفات غير عضوي)  من خلال استخدامه في العمليات البيولوجية.  في الخلية، تُعرف نسبة تراكيز ATP إلى ADP بـ «شحنة الطاقة» للخلية. يمكن للخلية استخدام هذه الطاقة لتوصيل المعلومات حول الاحتياجات الخلوية؛ إذا كان هناك ATP أكثر من   ADP المتاحة، يمكن للخلية استخدام ATP للقيام بالعمل، ولكن إذا كان هناك ADP أكثر من ATP المتاحة، يجب على الخلية تجميع ATP عن طريق الفسفرة التأكسدية.
الكائنات الحية تنتج ATP من مصادر الطاقة عن طريق الفسفرة التأكسدية. روابط الفوسفات الطرفية من ATP ضعيفة نسبيًا بالمقارنة مع الروابط القوية التي تكونت عند تحلل ATP (مقسمًا بالماء) إلى ADP والفوسفات غير العضوي. هنا توجد الطاقة المجانية المصاحبة للديناميكية الحرارية للتحلل المائي والتي تؤدي إلى إطلاق الطاقة. إن رابطة الفوسفوهيدريد بين مجموعة فوسفات الطرفية وباقي جزيء ATP لا تحتوي في حد ذاتها على هذه الطاقة. يتم استخدام المخزون الحي من ATP كبطارية لتخزين الطاقة في الخلايا. استخدام الطاقة الكيميائية من إعادة ترتيب الجزيء يقوي العمليات البيولوجية في كل كائن حيوي.
الكائنات الحية تحصل على الطاقة من المواد العضوية وغير العضوية، أي يمكن تصنيع ATP من مجموعة متنوعة من السلائف الكيميائية الحيوية. على سبيل المثال: يمكن أن تتأكسد الليتوتروفثات (جمادي التغذية) مع المعادن مثل النترات أو أشكال الكبريت، مثل الكبريت الأولي، والكبريتات، وكبريتيد الهيدروجين لإنتاج ATP. في عملية التمثيل الضوئي، الكائنات ذاتية التغذية تنتج ATP باستخدام الطاقة الضوئية، في حين الكائنات غير ذاتية التغذية يجب أن تستهلك المركبات العضوية، معظمها تتكون من الكربوهيدرات، الدهون، أو البروتينات. كمية الطاقة التي يحصل عليها الكائن الحي بالفعل أقل من  الكمية الموجودة في الطعام؛ لان هناك خسائر في الهضم، والتمثيل الغذائي، وتوليد الحرارة.
بشكل عام يتم دمج المواد العضوية التي يستهلكها كائن حي مع الأكسجين من أجل إطلاق الطاقة، على الرغم من أن بعضها يمكن أن يتأكسد أيضًا من خلال لكائنات حية مختلفة. إن الروابط التي تربط جزيئات المغذيات معاً وعلى الأخص الروابط التي تربط جزيئات الأكسجين الحر هي ضعيفة نسبياً مقارنة بالروابط الكيميائية التي تربط ثاني أكسيد الكربون والماء معاً. استخدام هذه المواد هو شكل من أشكال الاحتراق البطيء لأن المواد الغذائية تتفاعل مع الأكسجين (المواد تتأكسد ببطء مما يعني أن الكائنات لا تنتج النار في الواقع). تقوم الأكسدة بنشر الطاقة؛ لأن الروابط القوية (الروابط داخل المياه وثاني أكسيد الكربون) تكون قد تشكلت. قد تتطور هذه الطاقة الصافية كحرارة، والتي يمكن أن يستخدمها الكائن في أغراض أخرى، مثل كسر الروابط الأخرى للقيام بالعمليات الكيمياء اللازمة للبقاء.

## أنواع التفاعلات
1. طارد للطاقة: هو تفاعل كيميائي يطلق الطاقة.[5] وهو مفضل من الناحية  الديناميكية الحرارية، مفهرسًا بقيمة سالبة لـ (ΔG طاقة جبس الحرة). على مدار التفاعل، يجب إضافة الطاقة، وتؤدي طاقة التنشيط هذه إلى تحريك المواد المتفاعلة من حالة مستقرة إلى حالة انتقال غير مستقرة للغاية إلى حالة أكثر استقرارًا تكون أقل في الطاقة. المواد المتفاعلة عادة عبارة عن جزيئات معقدة يتم تقسيمها إلى منتجات أبسط، رد الفعل بأكمله هو عادة تقويضي.[15] إن إطلاق الطاقة يطلق عليه طاقة جبس الحرة يكون سالبا (أي −ΔG)لأن الطاقة تطلق من المواد المتفاعلة إلى المنتجات.
2. ماص للطاقة: هو تفاعل كيميائي يستهلك الطاقة.[15] وهو عكس التفاعل الطارد للطاقة. ولديه ΔG موجب لأنه يحتاج طاقة لكسر روابط المودة المتفاعلة أكبر من طاقة المواد الناتجة، أي أن المتفاعلات لديها طاقة روابط أضعف من المواد المتفاعلة وبالتالي، فإن التفاعلات الماصة للطاقة غير مألوفة في الديناميكا الحرارية. بالإضافة إلى ذلك، التفاعلات الماصة للطاقة هي عادة تفاعلات بنائية.[16]

الطاقة الحرة (ΔG) اكتسبت أو فقدت في رد فعل يمكن أن تحسب على النحو التالي: ΔG = ΔH - TΔS حيث   ΔG = طاقة جبس الحرة، ΔH = المحتوى الحراري، T = درجة الحرارة (في كلفن) و ΔS = العشوائية.

## امثلة على العمليات الحيوية الكبرى
- التحلل السكري هو عملية تكسير الجلوكوز إلى البيروفيت (حمض البيروفيك)، وتنتج جزيئين من ATP (لكل 1 جزيء جلوكوز) في العملية.[18] عندما يكون للخلية تركيز ATP أعلى من ADP (أي لديها شحنة طاقة عالية)، يمكن للخلية أن تخضع لتحلل السكر، وتحرير الطاقة من الجلوكوز المتاح لأداء الأعمال البيولوجية. البيروفيت هو منتج واحد من تحلل السكر، ويمكن نقله إلى مسارات أيضية أخرى استحداث السكر، وما إلى ذلك حسب الحاجة من قبل الخلية. بالإضافة إلى ذلك، يؤدي تحلل السكر إلى خفض المكافئ في شكل (NADH نيكوتيناميد أدنين نيوكليوتيد)، والذي سوف يستخدم في النهاية للتبرع للإلكترونات إلى سلسلة نقل الإلكترون.
- استحداث السكر هو عكس عملية تحلل السكر، عندما تكون شحنة الطاقة في الخلية منخفضة (تركيز ADP أعلى من ATP)، يجب على الخلية إنتاج الجلوكوز من جزيئات حيوية محتوية على الكربون مثل البروتينات، الأحماض الأمينية، الدهون، البيروفيت، الخ.[19] على سبيل المثال، البروتينات يمكن تقسيمها إلى أحماض أمينية، وتستخدم هذه الهياكل الكربونية البسيطة لبناء / إنتاج الجلوكوز.
- دورة حمض الستريك: هي عملية التنفس الخلوي التي تحدث بعد مرحلة إنتاج استيل مرافق انزيم A، التي يتم إنتاجها من تحلل البيروفيت، يتفاعل أولا مع أوكسالوآسيتات لإنتاج السترات (citrate).[20] تنتج التفاعلات الثمانية المتبقية مستقبلات أخرى محتوية على الكربون. تتأكسد هذه المستقبلات بشكل متتابع، ويتم حفظ الطاقة الحرة للأكسدة في شكل الإنزيمات المساعدة المخفضة NADH, FADH2.[21] ويمكن إعادة أكسدة هذه الناقلات الإلكترونية عندما تقوم بنقل الإلكترونات إلى سلسلة نقل الإلكترونات.
- الكيتونية (Ketosis) هي عملية تمثيل غذائي حيث يتم استخدام أجسام الكيتون بواسطة الخلية للحصول على الطاقة (بدلاً من استخدام الجلوكوز). غالباً ما تتحول الخلايا إلى الكيتون كمصدر للطاقة عندما يهبط مستوى السكر في الدم; على سبيل المثال: خلال المجاعة.[22]
- فسفرة تأكسدية وسلسله نقل إلكترون هي العملية حيث يمكن تقليص محتوى نواقل الطاقة مثل NADPH ،FADH2 وNADH للتبرع بالإلكترونات لسلسله من تفاعلات الاكسده التي تحدث في مجمعات سلسله النقل إلكترون.[23][24] تفاعلات الاكسده هذه تجري في مجمعات الانزيمات الموجودة داخل غشاء الميتوكوندريا. تفاعلات الاكسده هذه تنقل إلكترونات  «أسفل» سلسله النقل إلكترون، الذي يقترن بالقوه الدافعة للبروتون. ويستخدم هذا الفرق في تركيز البروتون بين مصفوفة الميتوكوندريا والفضاء الغشاء الداخلي لدفع تركيب ATP عبر ATP synthase.
- التمثيل الضوئي، عمليه حيوية أخرى هو المسار الأيضي المستخدم من قبل النباتات التي تستخدم الطاقة الشمسية لإنتاج الجلوكوز من ثاني أكسيد الكربون والماء. يحدث هذا التفاعل في البلاستيدات الخضراء (chloroplast). بعد إنتاج الجلوكوز، يمكن للخلية النباتية الخضوع لإنتاج الفوسفات الضوئي.[23]

## النقل المساعد
في آب / أغسطس 1960، قدم روبرت كرين (روبرت ك. كرين) للمرة الأولى اكتشافه للنقل المساعد للصوديوم كآلية لامتصاص الجلوكوز في الأمعاء. كان اكتشاف كرين للنقل المساعد  أول اقتراح على الإطلاق لربط التدفق في علم الأحياء وكان الحدث الأهم فيما يتعلق بامتصاص الكربوهيدرات في القرن العشرين.

## نظرية كيميائية
واحدة من الانتصارات الكبرى عن الطاقة الحيوية هي نظرية بيتر ميتشل (بيتر ميتشل) (تناضح كيميائي) عن كيفية عمل البروتونات في المحلول المائي لإنتاج ATP في عضيات الخلية مثل الميتوكوندريا. حصل ميتشل على جائزة نوبل في الكيمياء لعام 1978. بفضل هذا العمل تم فهم مصادر ATP الأخرى في الخلية مثل تحلل السكر، لكن مثل هذه العمليات للربط المباشر لنشاط الإنزيم مع إنتاج ATP ليست المصدر الرئيسي للطاقة الكيميائية المفيدة في معظم الخلايا. اقتران التناضح الكيميائي هو عملية إنتاج الطاقة الرئيسية في معظم الخلايا، ويجري استخدامها في البلاستيدات الخضراء والعديد من الكائنات الحية أحادية الخلية بالإضافة إلى الميتوكوندريا.

## توازن الطاقة
توازن الطاقة: هو التحكم في توازن الطاقة  - الفرق بين الطاقة التي يتم الحصول عليها من خلال استهلاك الغذاء ونفقات الطاقة - في الأنظمة الحية.